# Sorsogona prionota
Sorsogona prionota är en fiskart som först beskrevs av Sauvage, 1873.  Sorsogona prionota ingår i släktet Sorsogona och familjen Platycephalidae. Inga underarter finns listade i Catalogue of Life.